# Bernard H 110
Bernard H 110 là một loại thủy phi cơ tiêm kích của Pháp trong thập niên 1930.

## Tính năng kỹ chiến thuật
Dữ liệu lấy từ Liron
Đặc tính tổng quan
- Kíp lái: 1
- Chiều dài: 9,30 m (30 ft 6 in)
- Sải cánh: 11,60 m (38 ft 1 in)
- Chiều cao: 3,75 m (12 ft 4 in)
- Diện tích cánh: 19,00 m2 (204,5 foot vuông)
- Trọng lượng có tải: 1.900 kg (4.189 lb)
- Động cơ: 1 × Hispano-Suiza 9Vbs , 530 kW (710 hp)
- Cánh quạt: 3-lá

Hiệu suất bay
- Vận tốc cực đại: 329 km/h (204 mph; 178 kn)
- Trần bay: 4.000 m (13.123 ft)

Vũ khí trang bị